# Khandaha
Khandaha (nepalski: खाँडादेवी) – gaun wikas samiti w zachodniej części Nepalu w strefie Lumbini w dystrykcie Arghakhanchi. Według nepalskiego spisu powszechnego z 2011 roku liczył on 900 gospodarstw domowych i 3434 mieszkańców (2020 kobiet i 1414 mężczyzn).